# Sankt Anna gamla kyrka

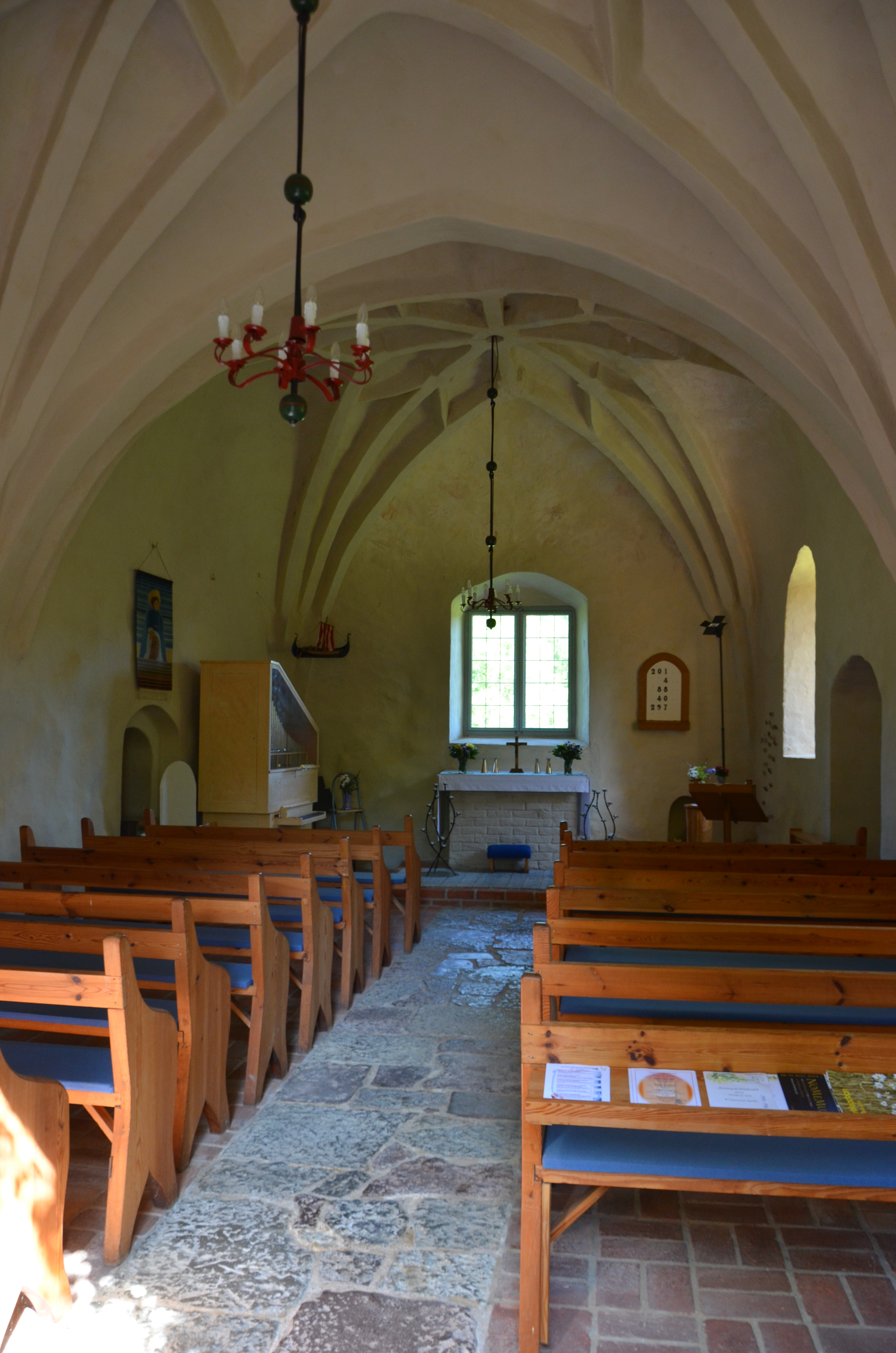
Interiör

Sankt Anna gamla kyrka är en kyrkobyggnad i Söderköpings kommun, Hammarkinds härad, i Östergötland. Den ligger i närheten av Sankt Anna nuvarande kyrka.

## Historik
Kapellet Sancte Annae in Scopulis uppfördes under 1300-talet på det smala näset mellan Slätbaken och Gropviken. Kapellet helgades åt Sankta Anna, Marias mor. Liksom kyrkan i Skällvik låg den direkt intill vattnet. Man förtöjde sina båtar i järnringarna i kyrkomuren. Endast några få gånger under året kom prästen i moderförsamlingen dit, i övrigt fick skärgårdsborna ro den långa vägen in till Stegeborg och mässan i Skällviks kyrka och sedan anträda den lika mödosamma vägen hem. Detta förhållande klagade de länge och ljudligt över.
Efter digerdödens härjningar och 1400-talets nödår ökade folkmängden åter och det krävdes en tillbyggnad av kapellet. Exakt när detta skedde, vet vi inte. Det nya långhuset mer än fördubblade kyrkans yta. Kapellet från 1300-talet, samma byggnad som kyrkan i dag, blev kor i 1500-talskyrkan. År 1521 hölls invigning, enligt sägnen av linköpingsbiskopen Hans Brask. 
I flera skrivelser till Gustav Vasa krävde skärkarlarna att få egen präst och bli egen församling. Under Dackeupproret skrev kungen upprepade gånger till dem att förbli lojala, när upproret ryckt med sig socknarna ända upp till Gryt. I det läget var kungen snabb att bevilja Sankt Annas inbyggares krav. I ett kungligt brev, utfärdat på Stegeborgs slott 4 oktober 1542, upphöjs Sankt Anna till egen församling med rätt till egen kyrkherre.
Vid visitation 1633 bestämde biskop Johannes Bothvidi (1575-1635) att det skulle byggas en läktare i kyrkans västra del för 150 personer. Här skulle drängar, piltar och skärkarlar sitta, så man skulle lättare kunna hålla ordning på dem. 
Från år 1634 härstammar en teckning av Johannes Haquini Rhezelius (död 1666), anställd vid Antikvitetsarkivet. Den visar kyrkan med tornspira mitt på långhusets tak. Spiran byggdes om flera gånger tills den togs ner och den enda klockan hängdes upp i en klockstapel. Kyrkans ingång var på södra långsidan. Runt kyrkan löpte en stockmur, på 1700-talet ersatt av en stenmur. I äldre tider kunde man förtöja kyrkbåtarna i muren.

## Förfall och återuppbyggnad
På grund av den starka folkökningen började man fundera på att bygga en ny större kyrka och i slutet av 1700-talet började den gamla kyrkan förfalla så att den så småningom ansågs otjänlig som kyrkorum. När den nya kyrkan tagits i bruk första advent 1821 förvandlades den gamla kyrkan snart till ruin. Det växte buskar och träd inne i ruinen och korna hade den som skydd i dåligt väder. 
Emellertid fanns det eldsjälar som såg vad som höll på att gå till spillo och under kyrkoherde Carl-Lennart Fogelbergs energiska ledning påbörjades under 1960-talet en restaurering. Ortens skickliga hantverkare återskapade den lilla medeltidskyrkan, byggde klockstapeln och satte kyrkogården i stånd. År 1973 kunde så kyrkan återinvigas av biskop Ragnar Askmark.
I dag brukas kyrkan i allt större utsträckning för gudstjänster och har blivit en omtyckt dop- och vigselkyrka. Sedan 1997 är den i bruk året om. Sommartid fylls kyrkan av musik och sång av unga artister i den årligen återkommande musikserien "Musik i S:t Anna".

## Inventarier
- I kyrkans tak fanns målningar, men av dem återstår i dag endast några antydningar på österväggen och i valvet av en frescomålning som föreställde yttersta domen.

## Orgel
År 1997 inköptes ett orgelpositiv av John Grönvall, Lilla Edet, troligen byggt under 1970-talet. Dessförinnan inlånades sommartid den kistorgel, som fungerar som kororgel i nya kyrkan.
Disposition:
| Manual       |
| Gedakt 8'    |
| Flöjt 4'     |
| Principal 2' |

## Bildgalleri

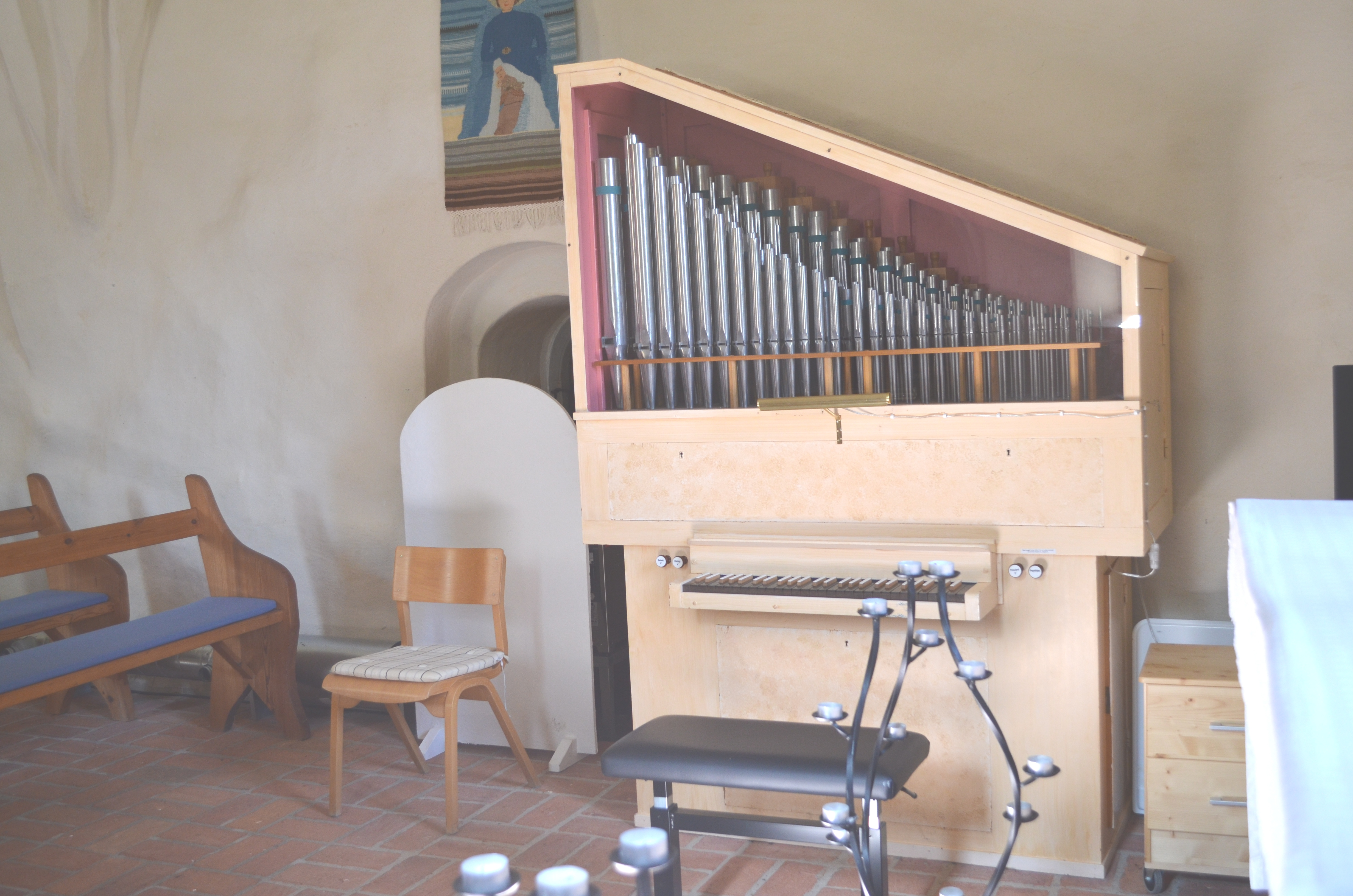
Sankt Anna Gamla kyrkas kyrkorgel
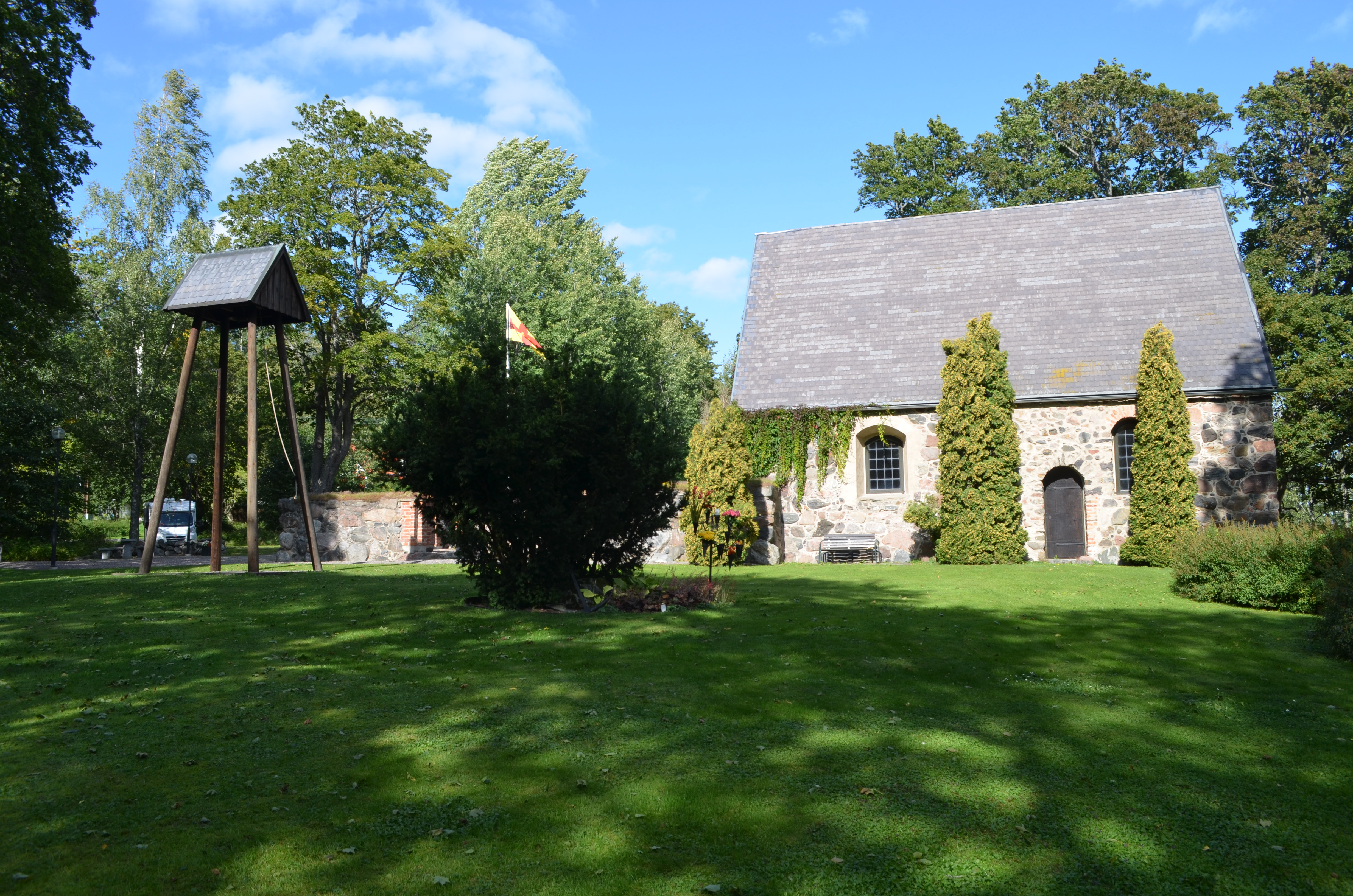
Sankt Anna Gamla kyrka